# 十 (中村一義のアルバム)
『十』（じゅう）は、中村一義が2020年2月5日に発表したスタジオ・アルバムである。

## 概要
前作から4年振りに発表された作品であり、中村にとって100sでの作品も含め10作目となる。タイトルの”十”は文字通り「10」でもあり、「自由」でもあり、「すべて（十分）」でもあり、また十字架の象徴の「死」「永遠の生命」でもあり、斜めにすると「バツ」でもある。
本作のジャケットは『金字塔』などを手掛けた中島英樹と佐内正史が担当している。

## 収録曲
| 全作詞・作曲・編曲: 中村一義。 | |          |            |
| #                              | タイトル                                                                                             | 作詞     | 作曲・編曲 |
| 1.                             | 「叶しみの道」                                                                                       | 中村一義 | 中村一義   |
| 2.                             | 「それでいいのだ!」                                                                                  | 中村一義 | 中村一義   |
| 3.                             | 「十」                                                                                               | 中村一義 | 中村一義   |
| 4.                             | 「神▱YOU」                                                                                           | 中村一義 | 中村一義   |
| 5.                             | 「すべてのバカき野郎ども」                                                                           | 中村一義 | 中村一義   |
| 6.                             | 「レイン⚡ボウ」                                                                                     | 中村一義 | 中村一義   |
| 7.                             | 「イロトリドーリ」                                                                                   | 中村一義 | 中村一義   |
| 8.                             | 「スターズー」                                                                                       | 中村一義 | 中村一義   |
| 9.                             | 「イース誕」                                                                                         | 中村一義 | 中村一義   |
| 10.                            | 「愛にしたわ。」                                                                                     | 中村一義 | 中村一義   |
| 11.                            | 「叶しみの道 (Acoustic Live at Myonichikan on June 27, 2019 with 小谷美紗子&三井律郎)」(Bonus Track) | 中村一義 | 中村一義   |

### DVD (初回盤のみ)
| #  | タイトル                      | 作詞 | 作曲・編曲 |
| -- | ----------------------------- | ---- | ---------- |
| 1. | 「メキシコ」                  |      |            |
| 2. | 「セブンスター」              |      |            |
| 3. | 「君ノ声」                    |      |            |
| 4. | 「愛にしたわ。」              |      |            |
| 5. | 「叶しみの道」                |      |            |
| 6. | 「愛にしたわ。(Music Video)」 |      |            |

## 演奏
- 中村一義 - ボーカル、コーラス及び全ての楽器
- 小谷美紗子 - コーラス(#1,2,3,11)
- 中村早苗 - コーラス(#2)
- 三井律郎 - アコースティック・ギター(#11)